# Lorna Cepeda
Lorna Maria Cepeda Jiménez coniugata Paz (Cartagena de Indias, 18 novembre 1970) è un'attrice colombiana.

## Biografia
Sorella di Angie Cepeda, come lei attrice di telenovelas, è conosciuta soprattutto per la sua partecipazione alle soap opera di successo Betty la fea e Amas de casa desesperadas. Ha iniziato la sua carriera artistica nel 1997, dopo essersi laureata in psicologia, in Colombia.
Nel 2015 ha partecipato all'edizione colombiana del talent show Tu cara me suena.

## Vita privata
Nel 1990 si sposa con Eduardo Paz, insieme hanno 3 figli:  Daniela, Mariano, Nathaniel.

## Filmografia

### Attrice

#### Televisione
- El día es hoy - telenovela (1996)
- Padres e Hijos - serie TV (1997)
- Dulce martirio - telenovela (1997)
- El amor es más fuerte - telenovela (1998)
- Amor en forma - telenovela (1998)
- Betty la fea (Yo soy Betty, la fea) - telenovela (1999 - 2000)
- Provócame - telenovela (2001 - 2002)
- Mi pequeña mamá - telenovela (2002)
- Bésame tonto - telenovela (2002)
- Doctor amor - telenovela (2003)
- Casados con Hijos - sitcom (2005-2006)
- Guayoyo Express - serie TV (2006)
- Así es la diva - telenovela (2006)
- Amas de casa desesperadas - serie TV (2006)
- Chepe Fortuna - serie TV (2010)
- Casa de reinas - serie TV (2012)
- Los graduados - serie TV (2013-2014)
- Mujeres asesinas - serie TV (2016)
- El tesoro - telenovela, 2016
- 3 familias - telenovela, 2016

#### Cinema
- En Alquiler - cortometraggio

## Teatro
- Estado Civil Infiel